# أيت وابلي
أيت وابلي هي جماعة قروية بإقليم طاطا في جهة سوس ماسة جنوب المغرب، تبعد عن مدينة طاطا بـ 100 كلم، وتضم 2401 نسمة حسب الإحصاء العام للسكان والسكنى لسنة 2014.

## دواوير الجماعة
- دوار أيت وابلي
- دوار أيت همان
- دوار تزكي
- دوار تداكوست
- دوار تمزرارت

## الإقتصاد
يشتغل سكان أيت وابلي غالبا في المجال الفلاحي، حيث يعتمدون على الزراعة المعاشية التي تسقى بمياه الآبار والعيون باستعال أدوات تقليدية، ويعتبر شجر النخيل أبرز عنصر نباتي والأكثر انتشارا بالمنطقة نظرا لمقاومته للظروف المناخية الصعبة والقاسية.
تشتهر كذلك أيت وابلي بزراعة وإنتاج الحناء، وتمتد المساحة المغروسة بالحناء في أيت وابلي بحوالي 30 هكتار، ويتم زراعة الحناء في واحات النخيل مما يجعلها تستفيد أكثر من الظل والري. ومن أشهر التعاونيات بالمنطقة هي تعاونية الخنوك الفلاحية لإنتاج الحناء والأعشاب الطبية والعطرية ومستحضرات التجميل الطبيعية، والتي تأسست سنة 2019. تضم هذه التعاونية 75 فلاحاً، وتهدف التعاونية إلى تحسين الوضعية الاقتصادية والاجتماعية للساكنة المحلية، كما تهدف إلى تكوين الفلاحين وتقوية قدراتهم لدعم ورفع إنتاج الحناء والأعشاب الطبية والعطرية. وتشتهر حناء أيت وابلي بجودتها العالية نظراً لزراعتها وجنيها بطريقة تقليدية، ويتم جنيها 4 مرات في السنة، ويتم تسويقها في أكياس تضم كل واحدة منها 100 غرام.

## التعليم
تتوفر أيت وابلي على المؤسسات التعليمية التالية:
- مجموعة مدارس أيت وابلي
- إعدادية المرابطين

## الثقافة
تشتهر منطقة أيت وابلي بتواجد العديد من النقوش الصخرية للحيوانات التي عمرت المنطقة، خصوصا بالقرب من دوار تمزرارت.
وبدوار تداكوست، يمكن مشاهدة مجموعة من الجبال نحتتها الطبيعة على شكل أهرامات.
بمركز الجماعة يتواجد المركب السوسيو ثقافي الذي تم تدشينه سنة 2019.